# Голленберг (Биркенфельд)
Голленберг (нем. Gollenberg) — община в Германии, в земле Рейнланд-Пфальц.
Входит в состав района Биркенфельд. Подчиняется управлению Биркенфельд. Население составляет 132 человека (на 31 декабря 2010 года). Занимает площадь 3,25 км².